# القطبة (حبيش)

تعديل مصدري - تعديل

القطبة هي إحدى قرى عزلة بني شبيب بمديرية حبيش التابعة لمحافظة إب، بلغ تعداد سكانها 654 نسمة حسب تعداد اليمن لعام 2004.